# 米尔托
米尔托（義大利語：Mirto），是意大利西西里大区墨西拿廣域市的一个市镇。总面积9平方公里，人口1035人，人口密度115.0人/平方公里（2009年）。ISTAT代码为083051。